# Armiñón (ort)
Armiñón (baskiska: Aramiñon) är en kommunhuvudort i Spanien. Den ligger i provinsen Araba / Álava och regionen Baskien, i den norra delen av landet, 260 km norr om huvudstaden Madrid. Armiñón ligger 467 meter över havet och antalet invånare är 157.
Terrängen runt Armiñón är kuperad åt nordost, men åt sydväst är den platt. Armiñón ligger nere i en dal. Runt Armiñón är det ganska tätbefolkat, med 67 invånare per kvadratkilometer. Närmaste större samhälle är Miranda de Ebro, 7,4 km sydväst om Armiñón. Trakten runt Armiñón består till största delen av jordbruksmark.